# Урма (Славянский район)
Урма — хутор в Славянском районе Краснодарского края.
Входит в состав Анастасиевского сельского поселения.

## Население
| 2002 | 2010 |
| ---- | ---- |
| 58   | ↘56  |

## Улицы
На хутор имеются две улицы: Дорожная и Набережная.